# 16962 Elizawoolard
A 16962 Elizawoolard (ideiglenes jelöléssel 1998 QP93) a Naprendszer kisbolygóövében található aszteroida. A LINEAR projekt keretében fedezték fel 1998. augusztus 28-án.